# Gimnasio Olímpico de Galatsi
El Gimnasio Olímpico de Galatsi (en griego: Ολυμπιακό Γυμναστήριο Γαλατσίου) es un pabellón deportivo localizado en Galatsi, un suburbio de Atenas, Grecia. Acogió las competiciones de tenis de mesa y gimnasia rítmica en los Juegos Olímpicos de 2004. El pabellón se completó en mayo de 2004 y fue abierto oficialmente el 30 de julio de 2004, justo antes del comienzo de los Juegos. Tiene capacidad para 6.200 personas.[cita requerida]